# Chrysolina murina
Chrysolina murina é uma espécie de artrópode pertencente à família Chrysomelidae.